# Отруйні речовини психохімічної дії

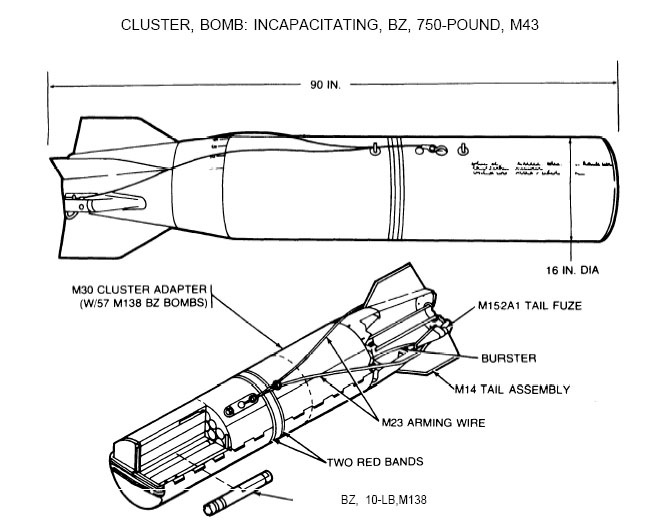
Будова американської касетної бомби M43, що застосовувалася для несення хінуклідил-3-бензилату

Отру́йні речови́ни пси́хохімі́чної ді́ї (також інкапасита́нти, від лат. incapax — нездатний) — психоактивні речовини, що застосовуються у бойових діях для ураження особового складу супротивника, викликаючи тимчасову недієздатність. 

## Призначення
Застосування психохімічних отруйних речовин (ОР) є здебільшого спеціальним: в обмежених умовах чи в залежності від поставленої мети (наприклад, у ситуаціях, коли супротивник утримує заручників).
До інкапаситантів відносяться хінуклідил-3-бензилат, сполуки індольного ряду (ЛСД, похідні триптаміну: буфотенін, псилоцин, псилоцибін), феналкіламіни (мескалін), похідні піперидину (фенциклідин).
Для захисту від дії психохімічних речовин достатньою мірою є використання протигазу — його своєчасне надівання убезпечує від дії отрут у формі аерозолів. Визначення присутності у повітрі інкапаситантів критично ускладнює їхній низький поріг детекції та відсутність запаху чи кольору. Для уникнення несподіваних хімічних атак супротивника у складі військових формувань постійно знаходяться вартові у протигазах, котрі стежать за поведінкою особового складу.

## Характеристика
Загалом бойові інкапаситанти відповідають таким вимогам:
- чинять вплив на вищу нервову діяльність ЦНС людини;
- сильнодіючі (досягнення необхідного ефекту при низьких концентраціях);
- ефективні від кількох годин до кількох днів;
- не є шкідливими для здоров'я (не подразнюють очі, шкіру, дихальні шляхи), окрім випадків із багаторазовим перевищенням дози ОР, а усі симптоми є тимчасовими.

Даний перелік звужує коло психоактивних речовин, котрі могли би класифікуватися як інкапаситанти. Опіати і седативи є занадто небезпечними через їхню низьку безпечну концентрацію, а м'які транквілізатори, барбітурати і значна частина галюциногенів не створюють необхідного сильного ефекту.
Значною перевагою у використанні психохімічних ОР є їхня висока ефективність при низьких концентраціях, котрі важко визначити за допомогою звичайних систем детекції. Зокрема, дієва концентрація інкапаситантів у 100 разів менша від зарину та в 1000 разів — від синильної кислоти. Інкапаситанти не мають смаку, кольору та запаху та ідеально підходять для диверсійних дій на кшталт зараження води, харчів.

## Вплив на організм
Характер дії психохімічних отруйних речовин є індивідуальним. Значна частина інкапасинтантів спричинює появу у людини розумових та психічних аномалій (так званих модельних психозів), змінює типову поведінку. Стан психозу, в якому перебувають уражені психохімічними ОР люди, є подібним до шизофренії, тому науковці розглядають його як хімічну шизофренію. 
Основний інтерес у військовій справі мають психодислептики і транквілізатори. Перші, які є предметом особливої уваги, призводять до роздвоєння особистості, появи видінь і галюцинацій, порушують орієнтацію та сприйняття реальності. Транквілізатори ж пригнічують волю, психічну діяльність, створюють стан апатії та в'ялості, які суттєво перешкоджають виконанню покладених обов'язків. Деякі інкапаситанти порушують координацію рухів, спричинюють тимчасові глухоту, сліпоту, різкі зміни кров'яного тиску. 
Принцип дії інкапаситантів достеменно не з'ясований. Відомо, що значна частина психохімічних ОР порушує процеси передачі нервових збуджень у гангліях та синапсах ЦНС.

## Застосування

### Конвенція про заборону хімічної зброї
З числа отруйних речовин психохімічної дії тривалий час на озброєнні деяких армій світу був наявний хінуклідил-3-бензилат (позначення BZ), а також проводилися дослідження із застосування для бойових цілей діетиламіду лізергінової кислоти, ЛСД (LSD). Однак за підсумками прийнятої у 1993 році Конвенції про хімічну зброю використання хунуклідил-3-бензилату стало забороненим — його та його прекурсори 3-хінуклідинол та бензилову кислоту — було включено до списку № 2 заборонених речовин та прекурсорів хімічної зброї.
У 2018 році Наукова Рада при Організації із заборони хімічної зброї вирішила, що хімікати з впливом на центральну нервову систему (англ. Central Nervous System-acting chemicals, англ. CNS-acting chemicals) подібні фентанілу та його похідним, не підпадають під визначення «засобів боротьби із заворушеннями» (які переважно діють на периферійну нервову систему) згідно умов Конвенції.
У 2021 році ОЗХЗ ухвалила, що ті хімікати у формі аерозолів, які впливають на центральну нервову систему (подібно фентанілу та його похідним) не є засобами боротьби з масовими заворушеннями згідно умов Конвенції та не можуть бути використані для правоохоронної діяльності, та разом із засобами їхнього використання є хімічною зброєю.
Серед причин такого рішення було названо надто вузький терапевтичний діапазон (різниця між дозою, коли настає дія речовини та летальною дозою), висока летальність деяких аналогів фентанілу (на рівні бойової отруйної речовини нервово-паралітичної дії VX), тощо.
Проти цього рішення виступили зі спільною заявою КНР, Росія, Іран та Сирія.

### Трагедія Норд-Осту
У 2002 році в Москві в ході звільнення заручників на мюзиклі Норд-Ост російською спецслужбою ФСБ був застосований газ заколисливої дії на основі анальгетику фентанілу. Проте неправильно розрахована бойова концентрація призвела до летальних випадків серед заручників. На думку громадських активістів спецслужби не мали права використовувати подібну психохімічну речовину через її високу небезпечність для людини.
Внаслідок штурму загинули всі 40 бойовиків, без втрат серед силових підрозділів. Загинуло близько 130 заручників, серед них 9 іноземців та 10 дітей. Лише двоє заручників, які загинули під час штурму, загинули не через дію використаних газів.
Попри певну критику проведення операції з боку незалежних експертів та оглядачів уряди Сполучених Штатів та Великої Британії висловили підтримку діям Росії.
В штурмі та ліквідації його наслідків брали участь декілька різних груп фахівців з різних відомств. Проте лише група військових медиків мала з собою антидот, який виявився ефективним проти застосованої суміші газів — налоксон. Цивільних медиків швидкої допомоги та лікарів у лікарнях, куди були терміново доправлені постраждалі про застосовану отруйну речовину не повідомили, тому спеціалізована допомога майже не надавалась. Більше того, у деяких лікарів були виявлені ознаки вторинного отруєння газами, що десорбувались з одягу постраждалих.
Нарешті, 30 жовтня 2002 року міністр охорони здоров'я Росії Ю. Л. Шевченко повідомив, що був використаний газ на основі похідної фентанілу.
Лабораторні аналізи зразків постраждалих з Німеччини показали наявність галотана, (1,1,1-трифтор-2-хлор-2-бром-етан; також відомий як фторотан).
На думку Л. А. Федорова, результати аналізів можуть свідчити, що при штурмі була використана суміш інкапаситантів: швидкодіючий та мінливий галотан/фторотан (людина втрачає свідомість через 1-2 хвилини після вдихання парів, приходить до тями через 3-5 хвилин після припинення його подачі) та або фентаніл, або похідна BZ розчинена у хлороформі.
При цьому, основну загрозу дана суміш становила для хворих на аритмію, гіпотонію, проблеми з печінкою. Ймовірно фахівці ФСБ, коли обирали суміш та концентрацію, виходили з того, що мають в першу чергу знерухомити бойовиків, але не взяли до уваги ризики, які дані речовини становитимуть для заручників та ймовірність істотного перевищення допустимих концентрацій через особливості вентиляції приміщення.